# Таёжный десант
«Таёжный деса́нт» —  советский художественный фильм 1965 года режиссёров Владимира Краснопольского и Валерия Ускова, экранизация романа Владимира Орлова «Солёный арбуз». Первая кинороль Валентины Теличкиной.

## Сюжет
В тайге, на месте  будущей железнодорожной трассы Абакан — Тайшет, работает молодёжная бригада Николая Бондаренко. Люди в бригаде очень разные: образованный москвич Виталий, оборотистый Борис, книжник и романтик «Букварь», — но живут все дружно. На «торжественном ужине», для которого Борис раздобыл где-то гуся, ребята пьют за тех, кто первыми проложил тропы в этих местах. Они мечтают о будущей трассе, которая откроет путь к Саянам. За Олей, девушкой Николая, ухаживает Виталий, Зойка пытается завоевать сердце «Букваря».

## В ролях
- Владимир Гусев — Николай Бондаренко
- Станислав Бородокин — «Букварь»
- Виктор Задубровский — Кешка
- Валентина Теличкина — Даша
- Ирина Вавилова — Оля
- Константин Худяков — Виталий
- Антонина Жмакова — Зойка
- Виктор Филиппов — Борис
- Владимир Сальников — Спиркин
- Владимир Гуляев — Иван Петрович Мотовилов
- Юрий Горобец — бригадир подрывников
- Михаил Кокшенов, Виктор Павлов, Игорь Суровцев — шофёры

## Съёмочная группа
- Режиссёры: Владимир Краснопольский и Валерий Усков
- Авторы сценария: Владимир Краснопольский и Валерий Усков, по роману Владимира Орлова
- Оператор: Пётр Емельянов
- Композитор: Леонид Афанасьев
- Текст песен: Сергей Гребенников, Николай Добронравов
- Монтажёр: Нина Петрыкина